# Бенедикта Бокколі
Бенеди́кта Бо́кколі (італ. Benedicta Boccoli; *11 листопада 1966, Мілан, Італія) — італійська акторка театру та кіно.

## Життєпис

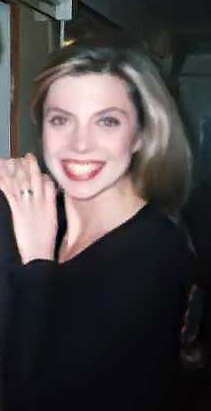
Бенедикта Бокколі у Театрі Сан-Бабіла, Мілан, 1998.

Народилася 11 листопада 1966 року в Мілані. У дитинстві вона разом з родиною переїхала до Рима. Її сестра, Бріджітта працювала на шоувиставах.
Актор та режисер Джорджо Альбертазі називав її Артіссіма за її прекрасну гру. Вона мала також хороші відгуки у газетах Корр'єре делла Сера, La Repubblica, Преса, Тайм, La gazzetta del Mezzoggiorno.

## Фільмографія

### Кінематограф
- Gli angeli di Borsellino, реж. Рокко Чезарео — 2003
- Valzer, реж. Сальваторе Марія — 2007
- Pietralata, реж. Джанні Леачче — 2008

### Театр
- Blithe spirit Ноел Ковард, з Уго Пальяй та Паолою Ґассман — 1992/1993
- Cantando Cantando Мауріціо Мікелі, з Мауріціо Мікелі, Альдо Ралпі та Джанлукою Ґуіді — 1994/1995
- Buonanotte Bettina, П'єдро Джарна та Сандро Джованніні 1995/1996/1997
- Канкан — музика Абе Барроуза, 1998/1999
- Orfeo all'inferno — опера Жака Оффенбаха — 1999 — nel ruolo di Tersicore
- Polvere di stelle, 2000/2001/2002
- Le Pillole d'Ercole 2002/2003/2004
- Anfitrione, Тит Макцій Плавт, 2004
- Сталкер Rebecca Gillmann, 2004
- Плутос Арістофан, 2004
- Fiore di cactus 2004/2005/2006
- Prova a farmi ridere Alan Aykbourn, 2006
- Буря, Вільям Шекспір, — 2006 — Аріель
- Sunshine William Mastrosimone, реж. Джорджо Альбертазі, 2007/2008
- L'Appartamento, Білл Вілдер, 2009–2010

### Телебачення
- Pronto, chi gioca?, режисер Джанні Бонкомпаньї
- Domenica In — зі своєю сестрою Бріджіттою з 1987 по 1990 роки.
- Gelato al limone — разом з Массімільяно Пані
- Unomattina — 1994
- Due come noi — разом з Вільмою де Анджеліс — 1997
- Incantesimo
- Reality Circus — реаліті-шоу 2006/2007